# Campionati asiatici di badminton 1983
I Campionati asiatici di badminton 1983 si sono svolti a Calcutta, in India. È stata la 6ª edizione del torneo, organizzato dalla Badminton Asia.

## Podi
| Evento                  | Oro                         | Argento                     | Bronzo                                |
| Singolare maschile      | Chen Changjie               | Eddy Kurniawan              | Park Joo-bong                         |
| Singolare maschile      | Chen Changjie               | Eddy Kurniawan              | Zhao Jianhua                          |
| Singolare femminile     | Yoo Sang-hee                | Kim Yun-ja                  | Fan Ming                              |
| Singolare femminile     | Yoo Sang-hee                | Kim Yun-ja                  | Guan Weizhen                          |
| Doppio maschile         | He Shangquan Jiang Guoliang | Sung Han-kuk Yoo Byung-hwan | Hadibowo Susanto Hafid Yusuf          |
| Doppio maschile         | He Shangquan Jiang Guoliang | Sung Han-kuk Yoo Byung-hwan | Sun Zhian Zhao Jianhua                |
| Doppio femminile        | Fan Ming Guan Weizhen       | Kim Bok-sun Park Hyun-suk   | Chung Myung-hee Yoo Sang-hee          |
| Doppio femminile        | Fan Ming Guan Weizhen       | Kim Bok-sun Park Hyun-suk   | Lu Qing Song Youping                  |
| Doppio misto            | Park Joo-bong Kim Yun-ja    | Hafid Yusuf Ruth Damayanti  | Hadibowo Maria Francisca              |
| Doppio misto            | Park Joo-bong Kim Yun-ja    | Hafid Yusuf Ruth Damayanti  | Preecha Sopajaree Jutatip Banjongsilp |
| Gara a squadre maschile | Cina                        | India                       | Indonesia                             |